# 王贻芳
王贻芳（1963年2月20日—），男，江苏南通人，生于江苏南京，中国物理学家，现任中国科学院高能物理研究所所长、研究员。

## 生平
籍贯江苏南通，1963年出生于江苏南京。南京四中毕业后进入南京大学物理系，1984年毕业，后曾在意大利国家核物理研究所师从丁肇中专攻高能物理。1992年从佛罗伦萨大学博士毕业，后曾在麻省理工学院、斯坦福大学做研究。2000年回国，开始向科技部等单位游说，为进行中微子研究寻找资金支持。之后在中国大陸一些高校的支持下做了北京谱仪实验。2003年带领团队开始筹备大亚湾核反应堆中微子实验项目。2011年12月至2012年2月的实验中，他的团队阐明了新型的中微子震荡模式及其振荡几率。2018年2月24日，当选为第十三届全国人大代表。

## 荣誉

### 外国勋章奖章
- 意大利共和国功绩指挥官勋章（義大利語：Ordine al merito della Repubblica italiana）（意大利，2018年6月2日公布[4]，2018年10月11日于北京意大利驻华大使馆颁发[5]）

### 奖项
- 2014年与美国科学家陆锦标同获潘诺夫斯基奖。因「基礎性地發現與探索中微子震盪，顯示出超越粒子物理學標準模型的新領域」，
- 2015年12月当选为中国科学院数学物理学部院士[6]。
- 2016年获得基礎物理學突破獎。[7][8]
- 2016年11月当选发展中国家科学院院士[9]。
- 2019年获得未来科学大奖物质科学奖。